# Gomunice (gmina)
Pour les articles homonymes, voir Gomunice.
Gomunice est une gmina (commune) rurale (gmina wiejska) du powiat de Radomsko, dans la Voïvodie de Łódź, dans le centre de la Pologne.
Son siège administratif (chef-lieu) est le village de Gomunice, qui se situe environ 12 kilomètres (km) au nord de Radomsko (siège du powiat) et 69 kilomètres au sud de la capitale régionale Łódź (capitale de la voïvodie).
La gmina couvre une superficie de 62,57 km2 pour une population de 5 966 habitants en 2006.

## Géographie
La gmina inclut les villages de:
- Borowiecko-Kolonia
- Chruścin
- Chrzanowice
- Gertrudów
- Gomunice
- Hucisko
- Karkoszki
- Kletnia
- Kletnia-Kolonia
- Kocierzowy
- Kolonia Chrzanowice
- Kolonia Piaszczyce
- Kosówka
- Marianka
- Paciorkowizna
- Piaszczyce
- Pirowy
- Pudzików
- Słostowice
- Wąglin
- Wielki Bór
- Wojciechów
- Wójcik-Fryszerka
- Zygmuntów

### Gminy voisines

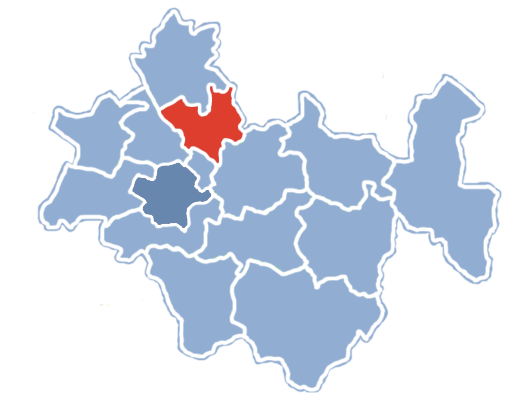
Position de la gmina dans le powiat

La gmina de Gomunice est voisine ds gminy de:
- Dobryszyce
- Gorzkowice
- Kamieńsk
- Kodrąb
- Radomsko

## Administration
De 1975 à 1998, la gmina était attachée administrativement à l'ancienne voïvodie de Piotrków.

Depuis 1999, elle fait partie de la nouvelle voïvodie de Łódź.

## Structure du terrain
D'après les données de 2002, la superficie de la commune de Gomunice est de 62,57 kilomètres carrés, répartis comme telle :
- terres agricoles : 57 %
- forêts : 34 %

La commune représente 4,34 % de la superficie du powiat.

## Démographie
Données du 30 juin 2010 :
| Description        | Total  | Total | Femmes | Femmes | Hommes | Hommes |
| ------------------ | ------ | ----- | ------ | ------ | ------ | ------ |
| Unité              | Nombre | %     | Nombre | %      | Nombre | %      |
| Population         | 5 971  | 100   | 3 061  | 51,3   | 2 910  | 48,7   |
| Densité (hab./km²) | 96     | 96    | 49     | 49     | 47     | 47     |